# Nerf pétreux profond
Le nerf pétreux profond naît du plexus nerveux carotidien interne,.
Il pénètre dans la substance cartilagineuse qui remplit le foramen déchiré et se joint au nerf grand pétreux pour former le nerf du canal ptérygoïdien ou nerf vidien.
Le nerf pétreux profond transporte des axones sympathiques post-ganglionnaires vers le ganglion ptérygopalatin, qui le traversent sans synapse. Ces axones innervent les vaisseaux sanguins et les glandes muqueuses de la tête et du cou. Les corps cellulaires des neurones des axones qui forment le nerf pétreux profond se trouvent dans le ganglion cervical supérieur.

## Galerie

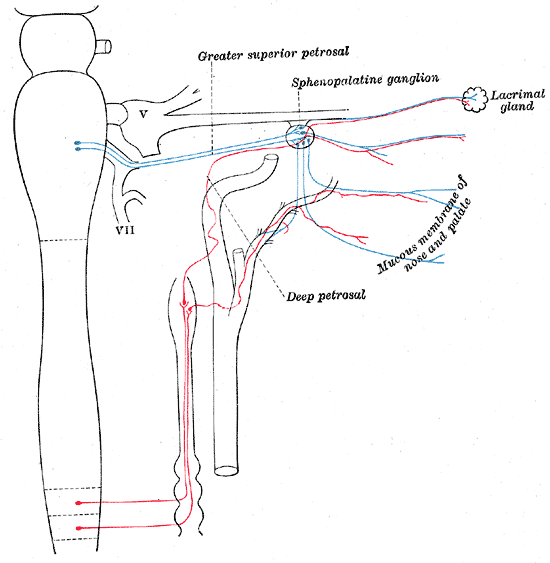
Connexions sympathiques des ganglions ptérygopalatins et cervicaux supérieurs.